# Ferdinand de Gussy
Ferdinand de Gussy, Ferdinand de Cornot Cussy, Jean Baptiste Alexis Ferdinand Cornot de Cussy, Chevalier de Cussy, ps. Stanislas de Monbusc (ur. 18 grudnia 1795 w Saint-Étienne-de-Montluc, zm. 30 lipca 1866 w Paryżu) – francuski dyplomata, urzędnik konsularny, teoretyk dyplomacji, pisarz.
Wstąpił do francuskiej służby zagranicznej, pełniąc m.in. funkcję urzędnika w poselstwa w Berlinie, sekretarza poselstwa w Dreźnie (1824-1826), kierownika konsulatu/konsula w Bukareszcie, Korfu (1828-1831) i Rotterdamie, konsula generalnego w Dublinie (1833-1835), Gdańsku (1835-1845), Palermo (1845-1847), Livorno (1847-1848) i Trieście.
Odznaczony Legią Honorową (1835).

## Prace własne
- Dictionnaire ou Manuel-lexique du diplomate et du consul
- Phases et causes célèbres du droit maritime des nations
- Précis historique des événements politiques les plus remarquables qui se sont passés depuis 1814 à 1859
- Réglemens consulaires des principaux états maritimes de l'Europe et de l'Amérique